# 嚴重特殊傳染性肺炎臺灣疫情期間的口罩使用

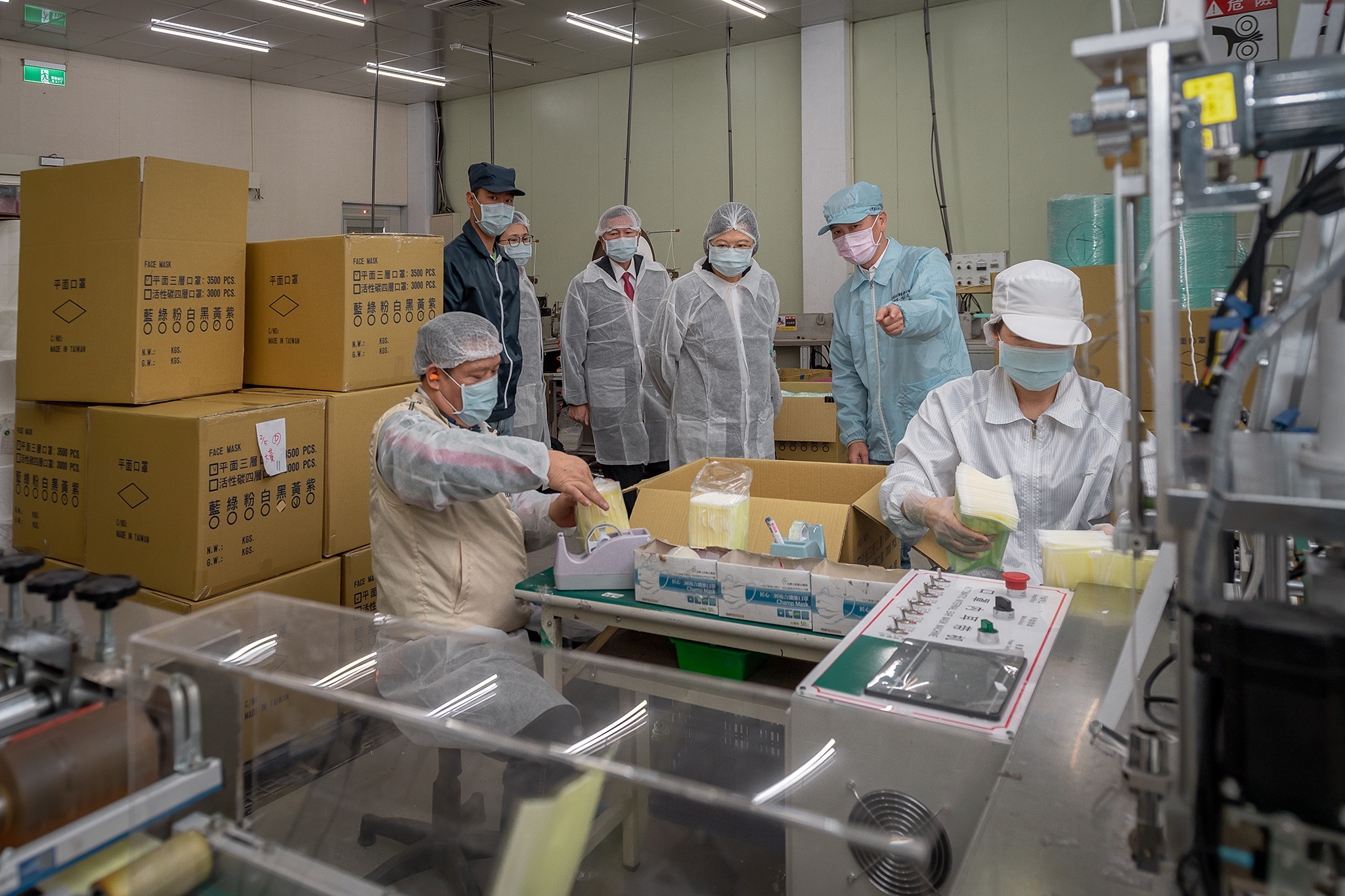
因應疫情，口罩工場提升產能到24小時作業，由每日60萬片提升至100萬片，2020年2月5日

嚴重特殊傳染性肺炎臺灣疫情期間的口罩使用是指中華民國在嚴重特殊傳染性肺炎臺灣疫情期間針對口罩的相關政策與使用情況。

## 禁止出口
中央流行疫情中心宣布自2020年1月24日起，禁止出口N95口罩（稅則號別63079050106）及外科口罩（稅則號別63079050204）一個月，但備有相關期限商業證明文件者 可向經濟部國際貿易局申請專案出口核准。2月13日，經濟部宣佈口罩禁止出口與徵用將延長到4月底。3月4日，經濟部宣布自3月4日至3月31日，紅外線額溫槍禁止出口。4月13日，中央流行疫情指揮中心宣布口罩禁止出口與徵用延長到6月底。6月起徵用量外的口罩開放出口。

## 出入境數量限制
出境
台灣海關規定：攜帶口罩出境，每人不得超過5盒（共250片口罩），違規沒收的口罩均會移送衛福部疾管署處理。體溫計管制出口期間，每人最多以2支為限。
入境
衛福部食藥署與財政部關務署依據〈防疫用醫療器材供自用輸入〉規定：
入境旅客攜帶行李物品或郵寄包裹供自用，醫用口罩及酒精棉片每人各1000個、電子體溫計每人3支，無須提出供自用的申請，海關逕予放行。但攜帶超過以上數量，應填具「嚴重特殊傳染性肺炎(武漢肺炎)防疫用醫療器材自用切結書」後，海關予以放行。

## 統一徵用調度配發

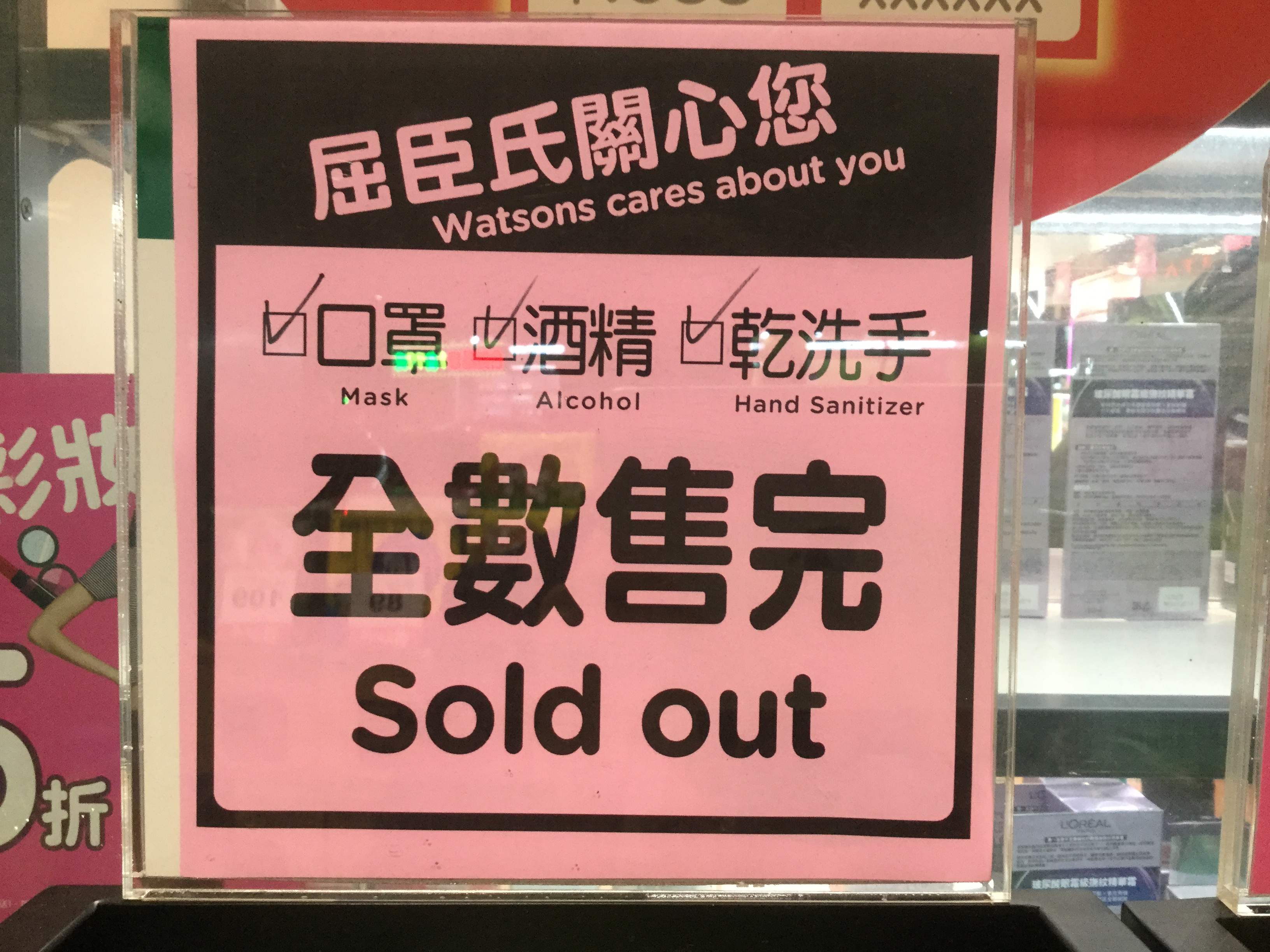
一家屈臣氏門市架上口罩已售完的告示

### 生產和徵用
2020年1月30日，行政院宣布全國口罩製造商相關口罩產線由政府全數徵用。1月31日，中華民國經濟部動用第二預備金新台幣2億元採購口罩製造設備與民間廠商簽約配合增產。2月11日，中華民國總統蔡英文宣佈原本要建置半年的口罩產線已在一個月內完工，外科口罩產能每日420萬個，而醫療院所的口罩配送量亦會倍增，提高到每天170萬，讓各個醫院庫存量達到15天以上。3月2日，中央流行疫情指揮中心表示全國各醫院外科手術口罩已有30天安全準備量，N95口罩及防護衣也已補至25天安全準備量。

### 配發
- 各級學校機構：個人基本防疫裝備（備有額溫槍2.5萬支，各校至少一支額溫槍、75%酒精8.4萬公升、防疫備用口罩645萬片）給教師與學生備用，有呼吸道症狀者使用[19]。
- 醫療院所員工、協助防疫相關單位人員、特殊醫療需求病患及住院病患陪病人員[20][21]。
- 大眾運輸：由公路總局所轄各區監理所協助配送，並配至客運公司及相關公(工)會，包括計程車、遊覽車、小客車租賃業及汽車路線貨運業，供駕駛人購買[22]。台酒每週配銷約4萬瓶600cc、濃度75%酒精給計程車司機消毒使用[23]。

### 購買

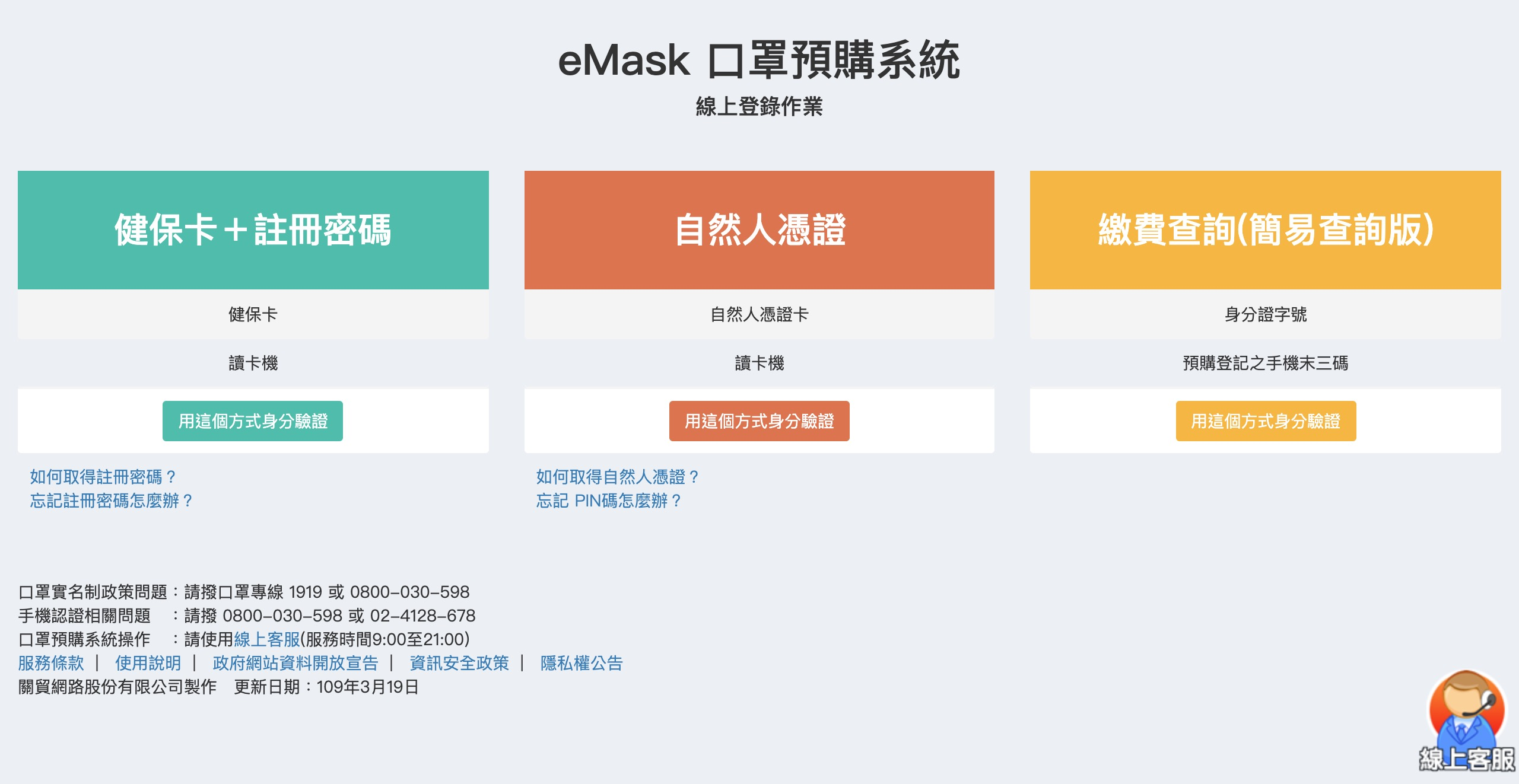
口罩實名制2.0 EMask口罩預購系統入口畫面

採口罩實名制，民眾需使用健保卡在健保特約藥局、衛生所或超商購買，未持有健保卡的外籍人士則持居留證或入出境許可證購買，一片為新台幣5元。
- 一般尺寸口罩：以身份證尾數單雙號分流制（單號於週一三五購買、雙號約週二四六購買，週日皆可購買），每人每7天內限購3片[25]，每人可持兩張健保卡購買（本人+代購）[26]。
- 兒童口罩：每人（含13歲以下）每7天限購5片，每人可另持三張健保卡（含16歲以下）代購[18]。
- 桃園國際機場、臺北松山機場、臺中國際機場、臺南機場與高雄國際機場的免稅商店（釆盟、昇恆昌、睿姿崴勛、臺灣菸酒）代售徵用之口罩給入境旅客，每人限購1份口罩（一般尺寸3片或兒童型5片），每份新臺幣50元或美金2元；旅客若為中華民國籍或持有中華民國居留證者，口罩採購紀錄會併入口罩實名制（每7天購買一次）[27]。
- 3月12日~3月18日試辦「口罩實名制2.0」增加網路預約通路。民眾可經由網站 （页面存档备份，存于）或APP（页面存档备份，存于）預約購買成人口罩，如人數過多需抽籤，待收到確認通知後繳費，於指定期間持證件及通知簡訊到指定商店取貨。線上購買無單雙號限制，每人每次（亦需配合7天規定）可購買一組3片15元，另外加收物流處理費用7元[28][29]。
- 4月9日，「口罩實名制」改為兒童每14天10片，成人改為每14天9片，取消原先身分證號末碼單雙號分流限制，並放寬兒童、成人口罩類型限制，可依個人臉型購買。4月1日開始的第3批口罩實名制線上預購適用此新規定[30][31][32]。
- 4月22日，「口罩實名制3.0」上路，可至超商預購，而新制「認卡不認人」，民眾可持全家人健保卡到超商一次購足，其餘規定則不變[33]。

## 外部連結
- （繁體中文）（英文）衛生福利部疾病管制署（页面存档备份，存于）